# Heather Menzies
Heather Menzies-Urich (Toronto, Ontario; 3 de diciembre de 1949-Quinte West, Ontario; 24 de diciembre de 2017) fue una actriz canadiense nacionalizada estadounidense, más conocida por su papel de Louisa Von Trapp en la versión cinematográfica de The Sound of Music.

## Biografía

### Carrera
Su primer papel profesional fue a la edad de 13 años en una película. Inmediatamente después de eso, ella audicionó y ganó el papel de Louisa Von Trapp en The Sound of Music.
Menzies nuevamente trabajó con Julie Andrews en la película Hawaii y, a los 16 años, viajó por todo el país para protagonizar la obra We Have Always Lived In The Castle con Shirley Knight. La producción se inauguró en el Teatro Nacional en Washington, y se mostró en el Ethel Barrymore Theater en la ciudad de Nueva York. Participó también, como coprotagonista junto Gregory Harrison en la serie La fuga de Logan (Logan's Run). 
Cabe señalar que forma parte del elenco de la película Captain America de 1979 dirigida por Rod Holcomb, protagonizada por el exjugador de fútbol americano Reb Brown y la aparición especial de Steve Forrest.

### Vida personal
Formó gran amistad con su coestrella de The Sound of Music Kym Karath, y se convirtió en madrina de su hijo Eric. En la escena de la canoa, Karath casi se ahogó al caer en el agua. Originalmente Julie Andrews la sacaría fuera del agua ya que Kym no sabía nadar, pero Andrews cayó en el lado equivocado de la embarcación. De hecho, la escena tuvo que detenerse con el fin de rescatar a Kym. Heather fue quien la sacó y a quien Kym vomitó después de tragar mucha agua.
Falleció el 24 de diciembre de 2017 a la edad de 68 años, luego de padecer cáncer.

## Filmografía
- The Sound of Music  (1965)
- Hawaii  (1966)
- How Sweet It Is! (1968)
- Hail, Hero! (1969)
- The Computer Wore Tennis Shoes (1969)
- Sssssss (1973)
- Red, White and Busted (1975)
- Piraña (1978)
- Captain America (1979)
- Endangered Species (1982)